# بوب روجرز (مجدف)
بوب روجرز (بالإنجليزية: Robert Rogers)‏ هو مجدف أمريكي، ولد في 28 مارس 1934 في بورتلاند في الولايات المتحدة، وتوفي في 9 يوليو 2017.

## وصلات خارجية
- بوب روجرز على موقع الاتحاد الدولي للتجديف (الإنجليزية)
- بوب روجرز على موقع اللجنة الأولمبية الدولية (الإنجليزية)
- بوب روجرز على موقع أوليمبيديا (الإنجليزية)